# Эго, Рено
Рено Эго (фр. Renaud Ego; род. 1963) — французский поэт и эссеист.
Дебютировал в 1995 г. сборником стихов «Бедствие Эдема» (фр. Le Désastre d’Eden) с предисловием Алена Жуфруа, за которым последовали поэтические книги «Календарь прежних» (фр. Calendrier d’avants; 2003), «Пустота состоялась» (фр. Le Vide étant fait; 2005) и «Реальность ни при чём» (фр. La Réalité n’a rien à voir; 2006). Переводчик поэзии Эго на русский язык Дмитрий Кузьмин отмечал, что стихотворения французского поэта «построены на базовых понятиях французской философии последнего полувека (Делёз, Деррида и всё такое)», в связи с чем являются довольно головоломными.
В 1996 г. выпустил повесть о Джими Хендриксе. Затем в 2000 г. вышла книга Эго «Сан. Наскальное искусство Южной Африки» (фр. San, art rupestre d’Afrique australe), посвящённая первобытному творчеству бушменов; переиздана в 2015 г. под названием «Мистическое животное» (фр. L’Animal voyant; английский перевод 2019) и получила высокую оценку специалистов. Следующая книга эссе Эго, «При необходимости» (фр. S'il y a lieu; 2002), объединила пять сочинений об архитектуре. В 2012 году вышел труд Эго «Мастерская Жана Арпа и Софи Тойбер» (фр. L’atelier de Jean Arp et Sophie Taeuber). Из текстов Эго о поэзии наибольшее значение имеет его предисловие к французскому собранию стихотворений Тумаса Транстрёмера.
В 1999 г. стал одним из основателей журнала La Pensée de midi. Преподаёт в Высшей национальной школе промышленного дизайна. В 2008 г. выступал в Москве в рамках программы представления российской аудитории парижского фестиваля «Весна поэтов».